# Фауст и Маргарита
Фауст и Маргарита (енгл. Faust and Marguerite) амерички је неми хорор филм из 1900. године, редитеља Едвина С. Потера, са непознатим глумцима у три главне улоге. Представља адаптацију истоимене представе Мишела Кареа, као и опере Фауст (1859) по сценарију Шарла Гуноа.
Филм је премијерно приказан 28. фебруара 1900. године, у дистрибуцији продуцентске куће Edison Manufacturing Company.

## Радња
Маргарита седи на столици поред камина, док Фауст стоји поред ње. Мефистофелес улази у просторију и даје мач Фаусту, уз наредбу да Маргарити одруби главу. Пошто он то одбије, Мефистофелес узима мач и уради то уместо њега. Мефистофелес и Маргарита нестају, док Фауст остаје да седи на њеном месту поред камина.